# Little Falls (pueblo)
Little Falls es un pueblo ubicado en el condado de Herkimer en el estado estadounidense de Nueva York. En el año 2000 tenía una población de 1.544 habitantes y una densidad poblacional de 26.6 personas por km².

## Geografía
Little Falls se encuentra ubicado en las coordenadas 43°1′2″N 74°53′26″O / 43.01722, -74.89056.

## Demografía
Según la Oficina del Censo en 2000 los ingresos medios por hogar en la localidad eran de $38,875, y los ingresos medios por familia eran $43,393. Los hombres tenían unos ingresos medios de $30,952 frente a los $21,065 para las mujeres. La renta per cápita para la localidad era de $20,383. Alrededor del 10.7% de la población estaban por debajo del umbral de pobreza.